# Fehérállú sarlósfecske
A fehérállú sarlósfecske (Cypseloides cryptus) a madarak osztályának a sarlósfecske-alakúak (Apodiformes) rendjébe és a sarlósfecskefélék (Apodidae) családjába tartozó faj.

## Rendszerezése
A fajt John Todd Zimmer amerikai ornitológus írta le 1945-ben.

## Előfordulása
Mexikó, Belize, Costa Rica, Honduras, Nicaragua, Panama, Ecuador, Guyana, Kolumbia, Peru és Venezuela területén honos. A természetes élőhelye szubtrópusi és trópusi síkvidéki- és hegyi  esőerdők. Állandó, nem vonuló faj.

## Megjelenése
Testhossza 15 centiméter, testtömege 35 gramm.

## Életmódja
Főleg hártyásszárnyúakkal táplálkozik.

## Természetvédelmi helyzete
Az elterjedési területe rendkívül nagy, egyedszáma ugyan csökkenő, de még nem éri el a kritikus szintet. A Természetvédelmi Világszövetség Vörös listáján nem fenyegetett fajként szerepel.

## Külső hivatkozások
- Képek az interneten a fajról
- Xeno-canto.org - a faj hangja és elterjedési területe